# Mara Urbani
Mara Urbani (Bormio, 2 giugno 1976) è una pattinatrice di short track italiana. Ha gareggiato in due edizioni dei Giochi olimpici invernali, a Lillehammer 1994 e Nagano 1998, rappresentando l'Italia.
È stata campionessa del mondo nella staffetta 3000 metri ai Campionati mondiali di short track de L'Aia 1996, insieme alle compagne Marinella Canclini, Katia Colturi e Barbara Baldissera. Durante la sua carriera, ha conquistato anche una medaglia d'oro ai Campionati Europei di short track nel 1998 a Budapest.
Nei Giochi olimpici, i suoi migliori risultati includono un quarto posto nella staffetta 3000 metri femminile a Lillehammer 1994 e un quinto posto nei 500 metri individuali a Nagano 1998.

## Palmarès

### Campionati mondiali di short track
- 1996: Oro nella staffetta 3000 metri (L'Aia) con Marinella Canclini, Katia Colturi e Barbara Baldissera.

### Campionati mondiali a squadre
- 1993: Oro (Budapest).
- 1994: Bronzo (Cambridge, Massachusetts).
- 1996: Argento (Lake Placid).

### Campionati europei di short track
- 1998: Oro nella staffetta 3000 metri (Budapest).

### Giochi olimpici
- 1994, Lillehammer:

```
 - 4º posto nella staffetta 3000 metri.
```

- 1998, Nagano:

```
 - 5º posto nei 500 metri individuali.
 - Partecipazione nei 1000 metri individuali (21º posto).
```